# Cordenons
Cordenons est une commune de la province de Pordenone, dans la région Frioul-Vénétie Julienne, en Italie.

## Administration
| Période                                  | Période | Identité | Étiquette | Qualité |
| ---------------------------------------- | ------- | -------- | --------- | ------- |
|                                          |         |          |           |         |
| Les données manquantes sont à compléter. |         |          |           |         |

### Hameaux
Nogaredo, Pasch, Romans, Sclavons, Villa d'Arco.

### Communes limitrophes
Pordenone, San Giorgio della Richinvelda, San Quirino, Vivaro, Zoppola.

## Sport
La ville organise chaque année en été un tournoi de tennis sur terre battue du circuit ATP Challenger Tour.